# ضرابخانه سلطنتی تایلند
ضرابخانه سلطنتی تایلند در پاتوم تانی، تایلند واقع شده است. این ضرابخانه زیر مجموعه وزارت خزانه داری، وزارت دارایی است.

## پیشینه

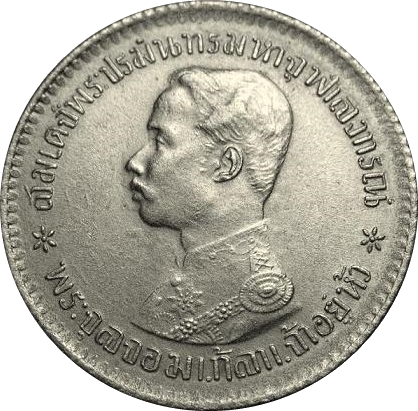
سکه پادشاه چولالونگ کورن ۱۹۰۸

اولین ضرابخانه در سال ۱۸۶۰، درون کاخ بزرگ با نام رونگراساپسیتیکان ("โรงกระสาปน์สิทธิการ") تأسیس شد. به علت فضای محدود، ضرابخانه در سال ۱۸۷۵ به ساختمان جدید (مکانی که اکنون موزهٔ معبد وات پو در آن قرار دارد) منتقل شد. سپس در سال ۱۹۰۲ به خیابان چائو فا (مکانی که اکنون گالری ملی (تایلند) در آن جای گرفته است) منتقل شد، سپس در سال ۱۹۷۲ به خیابان پادی پات و بعد در سال ۲۰۰۲ به ضرابخانه کنونی منتقل گردید. ضرابخانه در پاتوم تانی به صورت رسمی در روز ۲ زوئیه ۲۰۰۳، بوسیله شاهدخت ماها چاکری سیریندورن افتتاح شد.
ضرابخانه سلطنتی مسئولیت تولید سکه‌های تایلند، مدال‌ها و سفارش‌ها و تزئینات سلطنتی تایلند را بر عهده دارد.
توزیع سکه، بر عهده ادارهٔ مدیریت پولی است.